# 岑之敬
岑之敬（519年—579年），字思禮，南陽棘陽人，南北朝南梁、南陳官員和文學家。
岑之敬的父親岑善紆是南梁吳寧縣令、司義郎，以經學聞名。他五歲讀《孝經》都會燒香跪坐，親戚都很驚嘆詫異。十六歲時，他奉旨寫下《春秋》、《左傳》、《孝經》意思的策論，考績獲提拔優等。御史上奏：「皇朝多文士，但只懂明經，如果有顏回、閔損的能力才應該高第。」梁武帝檢查岑之敬的策論說：「不妨我再有顏回、閔損吧？」於是召岑之敬入宮面試，令他舉行講座，下令中書舍人朱异手執《孝經》講士章，武帝親自質詢。他自有解釋，詳實應對，沒有人不嘆服，除授童子奉車郎，獲優厚賞賜。到岑之敬十八歲，他參加重雲殿法會，當時武帝親自燒香，看到他就說：「很久不見，你已經成人了！」即日就讓他擔任太學限內博士，很快改任壽光學士、司義郎，又除授武陵王蕭紀的安西府刑獄參軍事。太清元年（547年），他上表請求試人官吏，除授南沙縣令。侯景之亂爆發，岑之敬率領部眾支援京師，到達至郡邊時得知臺城失陷，就離開部下回鄉。承聖二年（553年），獲授晉安王、宣惠將軍蕭方智的府中記室參軍，其時蕭勃據守嶺表，因此詔令他宣旨安撫，之後江陵失守，他滯留廣州。
南陳太建初年，岑之敬回到朝廷，授與東宮義省學士，太子陳叔寶早聽聞他的名字，特意親自迎接；累遷鄱陽王陳伯山的中衛府記室、鎮北府中錄事參軍、南臺治書侍御史和征南府諮議參軍。岑之敬最初因常業任官，涉獵文史，文筆優雅，並非純粹儒者；他個性謙遜謹慎，沒有恃才傲物，待人接物恭恭敬敬，每次忌日行齋事，他都親自拜祭，整天哭泣，士人都稱他純正踏實。太建十一年（579年）他去世，虛歲六十一，陳叔寶嗟嘆惋惜，贈送豐厚的喪儀財物，有文集十卷流傳。他的兒子岑德潤有父親風範，官至中軍將軍吳興王陳胤的記室。

## 引用
1. 1 2  《陳書·卷三十四·列傳第二十八》：岑之敬字思禮，南陽棘陽人也。父善紆，梁世以經學聞，官至吳寧令、司義郎。之敬年五歲，讀孝經，每燒香正坐，親戚咸加歎異。年十六，策春秋左氏制旨、孝經義，擢為高第。御史奏曰：「皇朝多士，例止明經，若顏、閔之流，乃應高第。」梁武帝省其策曰：「何妨我復有顏、閔邪？」因召入面試，令之敬昇講座，敕中書舍人朱异執孝經，唱士章，武帝親自論難。之敬剖釋縱橫，應對如響，左右莫不嗟服。乃除童子奉車郎，賞賜優厚。
2. 1 2  《南史·卷七十二·列傳第六十二》：岑之敬字思禮，南陽棘陽人也。父善紆，梁世以經學聞，官至吳甯令，司義郎。之敬年五歲，讀孝經，每燒香正坐，親戚咸加歎異。十六，策春秋左氏、制旨孝經義，擢為高第。御史奏曰：「皇朝多士，例止明經，若顏、閔之流，乃應高第。」梁武帝省其策，曰：「何妨我復有顏、閔邪。」因召入面試。令之敬升講坐，敕中書舍人朱异執孝經，唱士孝章，武帝親自論難。之敬剖釋從橫，左右莫不嗟服。仍除童子奉車郎，賞賜優厚。
3. ↑  《陳書·卷三十四·列傳第二十八》：十八，預重雲殿法會，時武帝親行香，熟視之敬曰：「未幾見兮，突而弁兮！」即日除太學限內博士。尋為壽光學士、司義郎，又除武陵王安西府刑獄參軍事。太清元年，表請試吏，除南沙令。侯景之亂，之敬率領所部，赴援京師。至郡境，聞臺城陷，乃與眾辭訣，歸鄉里。承聖二年，除晉安王宣惠府中記室參軍。是時蕭勃據嶺表，敕之敬宣旨慰喻，會江陵陷，仍留廣州。
4. ↑  《南史·卷七十二·列傳第六十二》：十八，預重雲殿法會，時武帝親行香，熟視之敬曰：「未幾見兮，突而弁兮。」即日除太學限內博士。尋為壽光學士、司義郎。太清元年，表請試吏，除南沙令。承聖二年，除晉安王宣惠府中記室參軍。時蕭勃據嶺表，敕之敬宣旨慰喻。會魏克江陵，仍留廣州。
5. ↑  《陳書·卷三十四·列傳第二十八》：太建初，還朝，授東宮義省學士，太子素聞其名，尤降賞接。累遷鄱陽王中衛府記室、鎮北府中錄事參軍、南臺治書侍御史、征南府諮議參軍。之敬始以經業進，而博涉文史，雅有詞筆，不為醇儒。性謙謹，未嘗以才學矜物，接引後進，恂恂如也。每忌日營齋，必躬自洒掃，涕泣終日，士君子以篤行稱之。十一年卒，時年六十一。太子嗟惜，賻贈甚厚。有集十卷行於世。子德潤，有父風，官至中軍吳興王記室。
6. ↑  《南史·卷七十二·列傳第六十二》：陳太建初還朝，授東宮義省學士。累遷南台書侍御史，征南府諮議參軍。之敬始以經業進，而博涉文史，雅有詞筆，不為醇儒。性謙謹，未嘗以才學矜物，接引後進，恂恂如也。每母忌日營齋，必躬自灑掃，涕泣終日，士君子以篤行稱之。十一年卒。有集十卷行於世。子德潤，有父風，位中軍吳興王記室。

## 延伸阅读
[在维基数据编辑]
 《陳書·卷34》，出自姚思廉《陳書》